# Кунга Вангпо

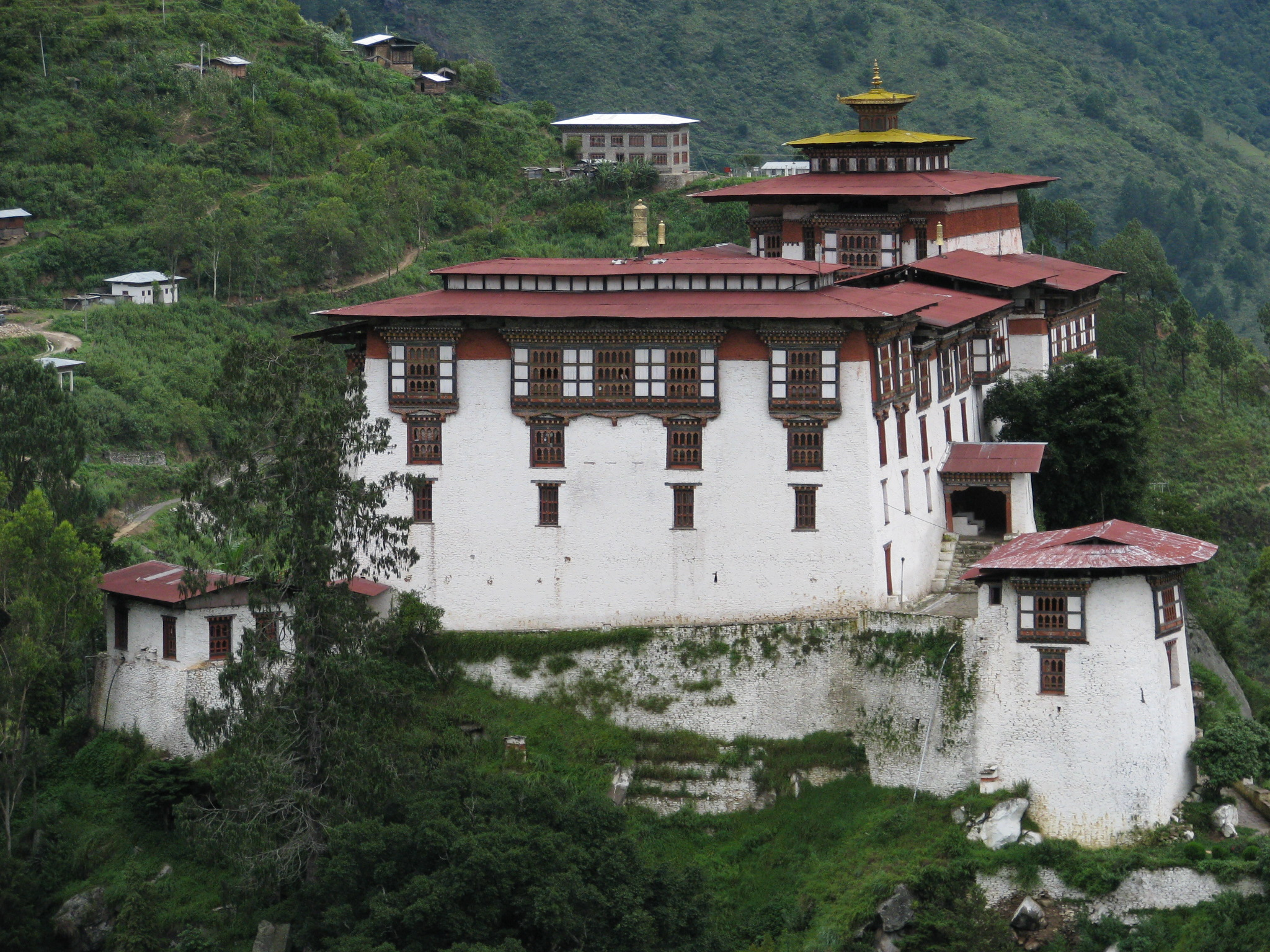
Лхунце-дзонг

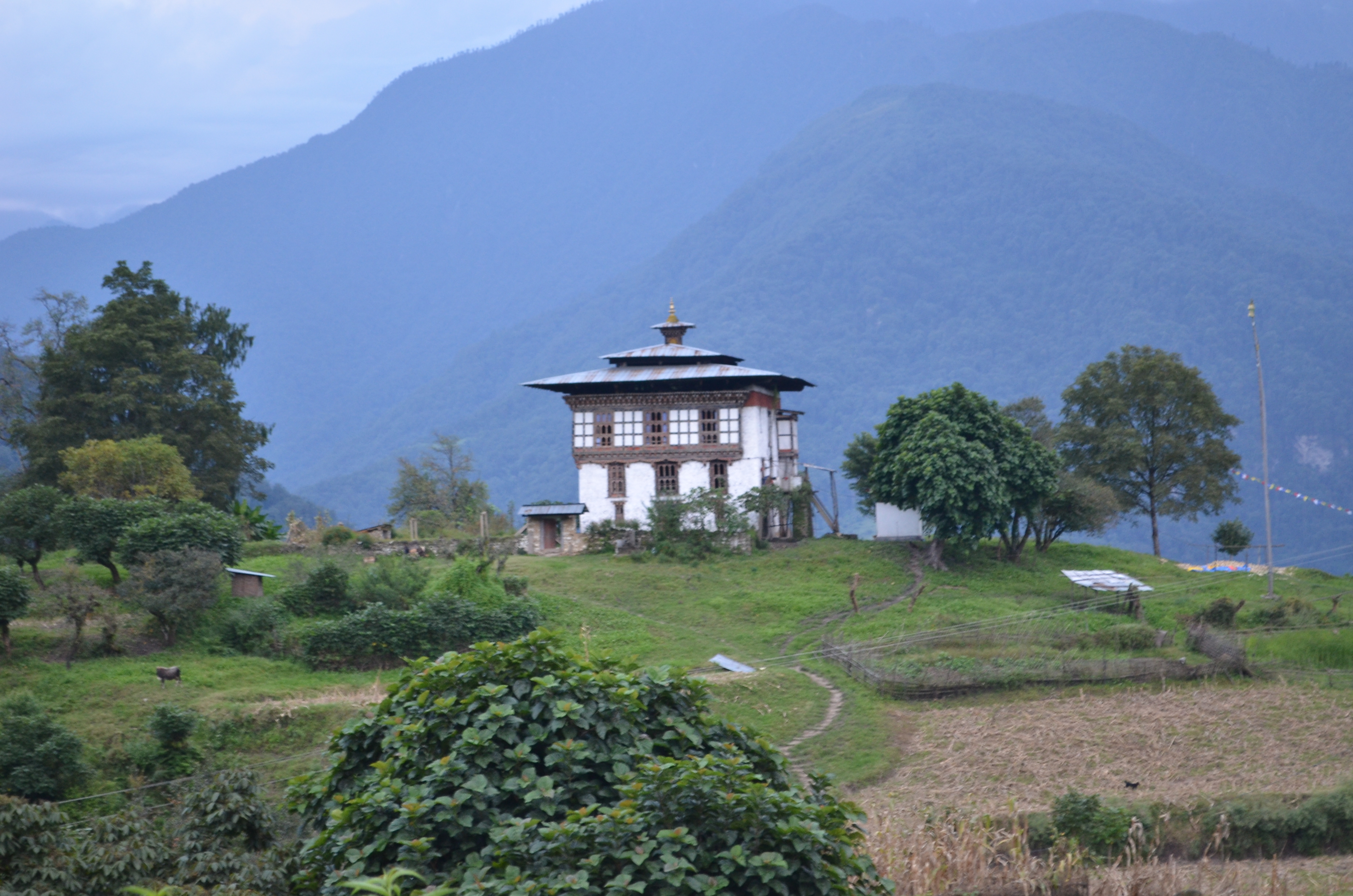
Дунгкар Чедже Нагцанг — родовой дом линии передачи Курто Дунгкар Чедже

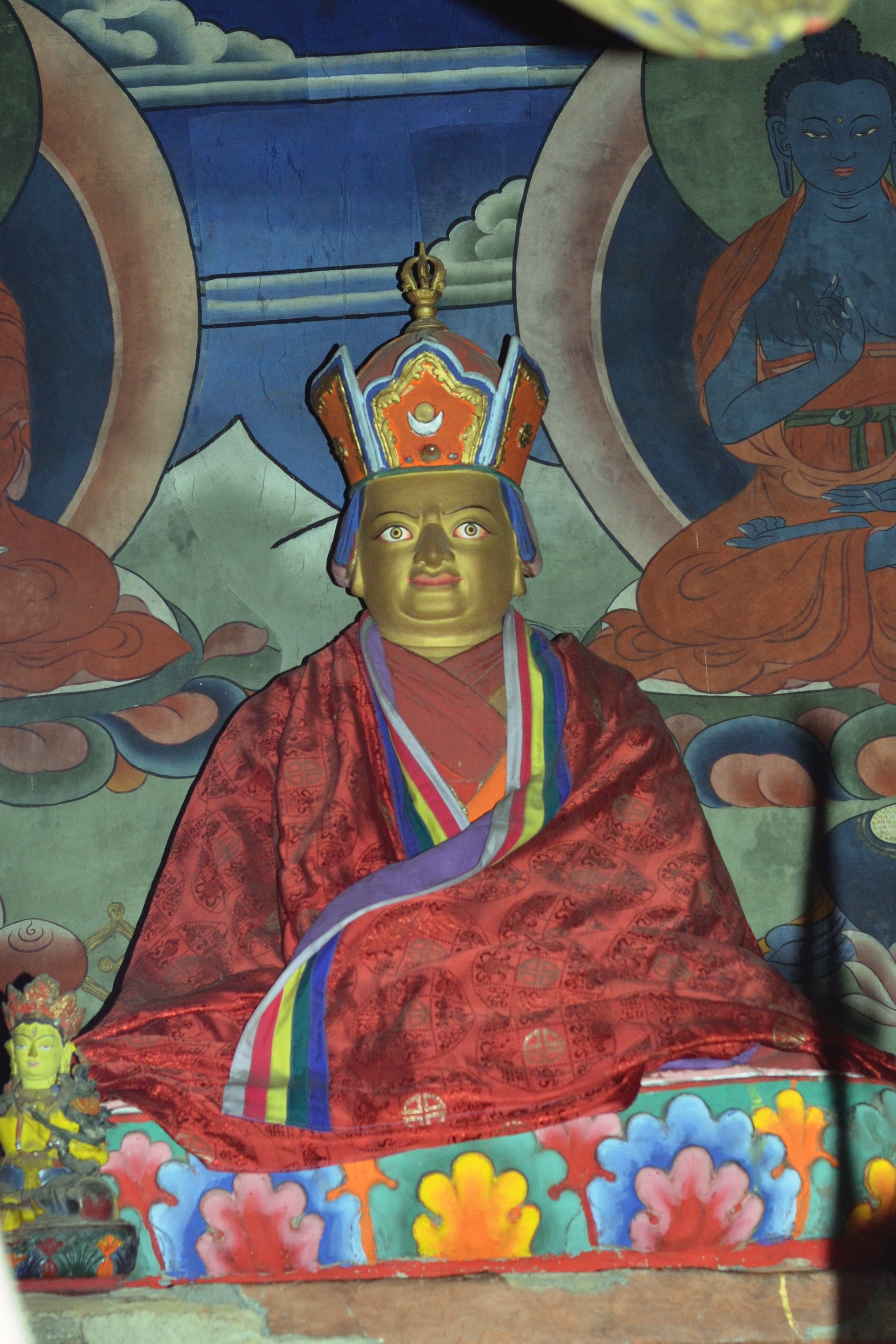
Пема Лингпа (статуя в храме в гевоге Цакалинг

Кунга Вангпо (Кхедруп Кунга Вангпо (mkhas grub kun bzang dbang po), р. 1505) — выдающийся учитель XVI века школы Ньингма тибетского Буддизма, принадлежащий к линии воплощений Лонгченпы, четвёртый сын и преемник линии тертона Пемы Лингпа. Знаменит деятельностью по распространению учения своего отца и основанию многочисленных монастырей и дзонгов в Бутане.
Кунга Вангпо родился в Тамшинге (Бумтанг), где проживал его отец, и получил передачу от своего отца. Он активно перемещался во всему Бутану, включая Такцанг (Паро), Бумтанг, Трашиганг, Курто (дзонгхаг Лхунце) и Дунгсам (Пемагацел). Он взял в жёны девушку из рода Кхадро Чодунг, у него родился сын Нгаванг и дочь Тшетен Гьялмо. Во время своего путешествия на юг он в местности Дунгсам основал монастырь Кхери-гомпа. Преемником его линии стал Пема Гьяцо
Кунга Вангпо — основатель рода Коучунг-Чодже, от которого произошёл род Дунгкар-Чодже, к которому принадлежит также первый король Бутана Угьен Вангчук и правящая (династия Вангчук). Про него известно что он переселился в местность Курто и основал деревню Дунгкар, от названия которой и происходит знаменитый род.
В 1543 году Кунга Вангпо основал Лхунце-дзонг, который стал административным центром области Курто (сейчас дзонгхаг Лхунце) на северо-востоке Бутана. По легенде он обнаружил хребет, напоминающий своей формой бивень слона. Он выбрал это место для медитации, и здесь был построен павильон Курто Лхунце-пходранг.